# Milorad Ratković
Milorad Ratkovic (n. Zenica, Bosnia-Herzegovina; 15 de octubre de 1964) es un exfutbolista serbio (aunque nacido en la actual Bosnia y Herzegovina) que se desempeñaba como centrocampista. Nunca llegó a ser internacional. Actualmente es entrenador aunque no dirige a ningún equipo.

## Clubes
| Club                | País                | Año                 | Partidos | Goles |
| ------------------- | ------------------- | ------------------- | -------- | ----- |
| Čelik Zenica        | Bosnia-Herzegovina  | 1983-1990           | 112      | 6     |
| Estrella Roja       | Serbia              | 1990                | 1        | 0     |
| Borac Banja Luka    | Bosnia-Herzegovina  | 1991                | 17       | 8     |
| Estrella Roja       | Serbia              | 1991 - 1992         | 26       | 4     |
| Celta de Vigo       | España              | 1992-1998           | 134      | 15    |
| Sevilla FC          | España              | 1998-1999           | 11       | 0     |
| Total en su carrera | Total en su carrera | Total en su carrera | 301      | 33    |

## Palmarés
- Campeón Copa Intercontinental 1991 con el Estrella Roja
- Campeón Primera Liga de Yugoslavia temporada 1991-92, con el Estrella Roja
- Subcampeón de la Copa del Rey con el Celta de Vigo en la temporada 1993/94.